# في الأرض (فلم 2021)
في الأرض (بالإنجليزية: In the Earth) فيلم رعب، وإثارة، وخيال علمي لعام 2021 من تأليف وإخراج بن ويتلي. الفيلم إنتاج مشترك أمريكي- بريطاني، بطولة جويل فراي، وريس شيرسميث، وهايلي سكوايرز. الفيلم يتحدث عن بحث العالم عن علاج لفيروس كارثي، بينما يغامر عالم، وكشافة في المنتزه في أعماق الغابة لتشغيل معدات روتينية. خلال الليل، تصبح رحلتهم رحلة مرعبة عبر قلب الظلام، حيث تنبض الغابة بالحياة من حولهم. عرض الفيلم لأول مرة في مهرجان صندانس السينمائي 2021 في 29 يناير 2021، وصدر في الولايات المتحدة في 16 أبريل 2021، لصالح شركة الإنتاج والتوزيع «نيون Neon».

## طاقم التمثيل
- جويل فراي: في دور مارتن لوري
- ريس شيرسميث: في دور زاك
- هايلي سكوايرز: في دور أوليفيا ويندل
- ايلورا توركيا: في دور ألما
- جون هولينجورث: في دور جيمس
- مارك مونيرو: في دور فرانك[8]

## أحداث الفيلم
يجتاح فيروس قاتل العالم، ويكافح الناس من أجل تطوير علاج أو إيجاد طرق للعيش على الرغم من الفيروس. يتم إرسال العالم مارتن لوري (جويل فراي) إلى موقع تسيطر عليه الحكومة، يقع في منطقة غابات خصبة بشكل غير عادي خارج بريستول للمساعدة في دراسات وتجارب زميلته، وعشيقته السابقة الدكتورة أوليفيا ويندل (هايلي سكوايرز) فيما يتعلق باستخدام الميكوريزا لزيادة كفاءة المحاصيل، وبعد اجتياز الفحص البدني ومقابلة مرشدة الحديقة ألما (ايلورا توركيا)، يعرف عن الأسطورة المحلية (بارنج فيج) روح الغابات. يبدأ مارتن وألما في صباح اليوم التالي، رحلة المشي لمدة يومين باتجاه موقع أوليفيا. تخبر ألما مارتن أن الدكتورة ويندل لم يسمع عنها أحد منذ شهور، وبعد ذلك، تجد صندوقًا صغيرًا تركت فيه الدكتورة ويندل ملاحظات وتحديثات عن بحثها، لتكتشفه فارغًا. يصل مارتن وألما في اليوم التالي، إلى «حصيرة الفطريات» للدكتور ويندل، وهي منطقة واسعة ممتدة حيث ترتبط نباتات الغابة بخيوط فطرية، وفي تلك الليلة، يكتشف مارتن طفح جلدي غريب الشكل على ذراعه قبل أن يتم الاعتداء عليه هو وألما من مهاجمين مجهولين يقومون أيضًا بمداهمة معسكرهم، وتدمير معداتهم، ونهب بعض مؤنهم. يضطر مارتن إلى السير حافي القدمين، فيجرح قدمه بشدة على حجر حاد بارز من الأوساخ، وهو ما تساعد ألما في علاجه.
يقترب منهم زاك (ريس شيرسميث)، وهو رجل يعيش في الغابة، ويأخذهم إلى موقع مخيمه، حيث يقوم زاك بتطهير وخياطة جرح مارتن وإعطائهم الطعام والشراب. يبدأ مارتن وألما بفقدان وعيهما، مدركين أنهم قد تم تخديرهما. يأخذ زاك أجسادهم اللاواعية ويلبسهم أردية بيضاء ويأخذ عدة صور طقسية لهم.
يستيقظ مارتن ليجد بذراعه رمز غريب، ويقول زاك أنها علامة يمكن رؤيتها من خلال التواجد في الغابة، ويدعى زاك أنه كان ساحرًا قديمًا وضع جوهره في حجر قائم في مكان ما في الغابة، ويتهم الدكتورة ويندل بمحاولة السيطرة على الوجود. يعطيهم زاك مهدئًا أضعف لإبقائهم مستيقظين، ويخبر مارتن أن الجرح في قدمه قد أصيب بالعدوى، وبتر العديد من أصابع قدمه باستخدام بلطة. يهرب مارتن وألما، ويطلق زاك سهماً على ألما التي تجد طريقها إلى معسكر الدكتورة ويندل.
تشرح الدكتورة ويندل مشروعها بعد عثورها على الحجر الثابت، بعد أن لم تسفر تجاربها الخاصة عن أي نتائج، وحاولت بمساعدة زاك التواصل مع الوجود داخل الحجر. أدت محاولات استخدام الطقوس إلى جنون زاك. تحاول ألما إقناع مارتن بأنهم بحاجة إلى المغادرة، لكن الدكتورة ويندل ترفض التخلي عن بحثها.
يبدو موقع الدكتور ويندل محاطًا بضباب كثيف يحتوي على جراثيم فطرية تحاصرها. تتطوع ألما لتخطي الضباب ببدلة واقية، وبعد فترة وجيزة من دخولها، تصاب ألما بالهلوسة والهذيان.
يتشاجر زاك وألما قبل أن تتمكن من قتله بطعنه في عينه بخطاف. يتعرض الثلاثة بعد ذلك لسلسلة من الهلوسة، وبحلول الصباح، تجد ألما والدكتورة ويندل نفسيهما فجأة بعيدًا عن الحجر، وقد تحطما من غيبوبة. تنهار الدكتورة ويندل، وتقترب ألما من مارتن، وتعرض عليه أن ترشده للخروج من الغابة.

## الإنتاج والإصدار
أعلن بن ويتلي في سبتمبر 2020، أنه كتب وأخرج فيلم رعب على مدار 15 يومًا في أغسطس. أُعلن في نوفمبر 2020، أن طاقم الممثلين شمل جويل فراي، وإيلورا تورتشيا، وهايلي سكوايرز، وريس شيرسميث، وأنه من المقرر ان تقوم شركة نيون بالتوزيع في الولايات المتحدة.
قام كلينت مانسيل، الذي عمل مع المخرج بن ويتلي في أفلامه السابقة، بتأليف موسيقى الفيلم. تم عرض الفيلم لأول مرة في مهرجان صندانس السينمائي 2021 في 29 يناير 2021، وتم طرحه في دور العرض في 16 أبريل 2021، كما تم إصداره على شريط فيديو عند الطلب في 7 مايو 2021.

## استقبال الفيلم
منح موقع الطماطم الفاسدة الفيلم تقييماً مقداره 76% بناءاً على آراء 130 ناقداً سينمائياً، وكتب إجماع نقاد الموقع: «مشهد الرعب الكئيب هو تأمل في المخاوف الوبائية المتبقية التي تطارد البشرية».
منح موقع ميتاكريتيك الفيلم تقييماً مقداره 61% بناءاً على آراء 30 ناقداً.
كتب موقع الناقد روجر إيبرت: «سنشاهد الكثير من الأفلام عن الوباء. تؤثر الأحداث العالمية الكبرى دائمًا على الفن، ويمكننا أن نتوقع أن تشق، المشكلات المتعلقة بجائحة كوفيد، طريقها إلى كل نوع من أنواع الفنون».

## روابط خارجية
- مقالات تستعمل روابط فنية بلا صلة مع ويكي بيانات